# Ягодина (городское поселение)
Ягодина (серб. Град Јагодина) — городское поселение в Сербии, входит в Поморавский округ.
Население городского поселения составляет 70 085 человек (2007 год), плотность населения составляет 149 чел./км². Занимаемая площадь — 470 км², из них 70,6 % используется в промышленных целях.
Административный центр городского поселения — город Ягодина. Городское поселение Ягодина состоит из 53 населённых пунктов, средняя площадь населённого пункта — 8,9 км².

## Статистика населения
| Год  | Население, чел. |
| ---- | --------------- |
| 1991 | 72671           |
| 2001 | 71058           |
| 2002 | 70939           |
| 2003 | 70734           |
| 2004 | 70566           |
| 2005 | 70371           |
| 2006 | 70204           |
| 2007 | 70085           |